# 乃木坂46演出列表
乃木坂46演出列表主要列舉日本女子偶像團體乃木坂46各媒體演出的作品。關於成員以個人名義出演的部分，請參考乃木坂46各成員的相關條目。

## 電視台播出

### 電視劇
- 欺詐偶像（2012年1月13日－4月6日，東京電視台）[1]
- BAD BOYS J（2013年4月6日－6月23日，日本電視台）：橋本奈奈未、松村沙友理、秋元真夏、伊藤万理華、伊藤寧寧、櫻井玲香、高山一實、若月佑美、能條愛未為固定出演的成員。[2]
- 49（2013年10月5日－12月28日，日本電視台）－西野七瀨、深川麻衣[3]
- 初森BEMARS（2015年7月11日－9月26日，東京電視台）[4]
- 金曜路跑show假面教師（2014年2月14日，日本電視台）－白石麻衣、永島聖羅[5]
- 劇集W天使的刀（2015年2月22日－3月22日，WOWOW）－櫻井玲香、西野七瀨、松村沙友理[6]
- 大河劇花燃燒（2015年7月19日，NHK綜合頻道）：生駒里奈、白石麻衣、橋本奈奈未、西野七瀨、生田繪梨花、櫻井玲香、秋元真夏、高山一實、深川麻衣、若月佑美，出演1回。[7]
- 初森BEMARS（2015年7月10日－9月25日，東京電視台）[8]
- 少女的夢想（2016年7月3日，朝日電視台）－齋藤飛鳥、星野南（雙主演）[9]
- 週六特別節目毛骨悚然撞鬼經驗（2016年8月20日，富士電視台）－生駒里奈、生田繪梨花、齋藤飛鳥、白石麻衣、西野七瀨[10]
- 殘美（2019年1月24日－3月28日，日本電視台）－齋藤飛鳥[11]、堀未央奈[12]、与田祐希、秋元真夏、星野南、寺田蘭世、山下美月、久保史緒里、大園桃子、渡邊米麗愛、伊藤純奈、新内真衣、鈴木絢音、梅澤美波、吉田綾乃克莉絲蒂、佐藤楓、伊藤理理杏、岩本蓮加、向井葉月、阪口珠美、中村麗乃[13]
- 乃木坂電影院～STORY of 46～（2020年1月21日－3月24日，富士電視台）－齋藤飛鳥、秋元真夏、松村沙友理、山下美月、北野日奈子、堀未央奈、與田祐希、久保史緒里、生田繪梨花、白石麻衣[14]
- Dramaism別對映像研出手！（2020年4月5日－5月11日，每日放送／2020年4月7日－5月12日，TBS電視台）－山下美月、梅澤美波、齋藤飛鳥[15]
- 無邊界（2021年3月7日－5月9日，光之電視台、光之電視台for docomo、dTV）－遠藤櫻、早川聖來[16][17]
- 討債公司hani-zu（2021年3月26日－6月11日，光之電視台）－掛橋沙耶香、弓木奈於[18]
- 愛的分享（2022年3月27日－6月5日，光之電視台）－中村麗乃、向井葉月、弓木奈於[19]
- 古書堂故事（2023年4月12日－6月13日，Lemion、光之電視台）－5期生[20]
- 女優（2023年4月14日－6月2日，Lemion、光之電視台）－早川聖來、林瑠奈、伊藤理理杏[21]

### 綜藝節目

#### 當前常規節目
- 乃木坂工事中（2015年4月20日－，愛知電視台、東京電視網）[22]
- 乃木坂嘗試中（2021年2月27日－，TBS頻道1）－寺田蘭世[23]→伊藤理理杏[24]
- 東京電腦俱樂部 ～女子限定的遊戲秘密組織～（2025年4月5日－，東京電視台）
  - 現在的出演者：吉田綾乃克莉絲蒂、弓木奈於、林瑠奈、佐藤璃果（旁白）

- 乃木坂明星誕生！SIX（2025年4月28日－，日本電視台）－6期生出演[25]

#### 過往常規節目
- 乃木坂在哪裡？（乃木坂って、どこ？；2011年10月2日－2015年4月13日，愛知電視台、東京電視網）[26]
- 乃木坂浪漫（2012年4月2日－9月27日，東京電視台）[27]
- GiRLPOP TV（日语：GiRLPOP TV）（2012年9月15日－2013年6月27日，MUSIC ON! TV）
- NOGIBINGO!系列（日本電視台）
  - NOGIBINGO!（2013年7月2日－9月18日）[28]
  - NOGIBINGO!2（2014年1月11日－3月29日）[29]
  - NOGIBINGO!3（2014年10月7日－12月23日）[30]
  - NOGIBINGO!4（2015年4月7日－6月23日）[31]
  - NOGIBINGO!5（2015年7月14日－9月29日）[32]
  - NOGIBINGO!6（2016年4月12日－6月28日）[33]
  - NOGIBINGO!7（2016年10月11日－12月27日）[34]
  - NOGIBINGO!8（2017年4月11日－6月20日）[35]
  - NOGIBINGO!9（2017年10月17日－12月26日）[36]
  - NOGIBINGO!10（2018年10月9日－12月18日）[37]

- 便當少女（日语：弁当少女）（；2013年10月5日－2014年3月29日，每日放送） - 橋本奈奈未、松村沙友理、若月佑美[38]
- （2014年4月5日未明－9月27日、每日放送） - 橋本奈奈未、松村沙友理、若月佑美[39]
- 乃木坂46英語（乃木坂46えいご；2015年6月28日－2021年1月31日，TBS頻道1（日语：TBSチャンネル））[40]
- 乃木坂46 SHOW!（2014年3月1日 - 2019年1月27日，NHK BS Premium）[41]
- 東京絕版神美食 乃木坂46的吃吃吃（TBS電視台）

- 乃木坂46的吃吃吃（2016年12月10日） - 秋元真夏、生田絵梨花、生駒里奈、伊藤萬理華、白石麻衣、高山一實、西野七瀨、堀未央奈、松村沙友理。[42]
  - 乃木坂46的吃吃吃2（2017年7月19日） - 衛藤美彩、齊藤優里、櫻井玲香、堀未央奈。[43]
- 相樂與清人的乃木坂噗噗噗（サガラとキヨトの乃木坂ぷぷぷ；2015年10月11日－11月22日，埼玉電視台）[44]
- （2017年4月8日－2018年3月17日（隔週），BS富士） - 佐佐木琴子、鈴木絢音。[45]
- 乃木坂46的學旅！（NHK BS Premium）
  - 大分縣中津市（2017年2月26日）- 秋元真夏、衛藤美彩、北野日奈子、齋藤飛鳥。[46]
  - 福島縣福島市（2017年6月18日） - 櫻井玲香、高山一實、星野南、松村沙友理。[47]
  - 香川縣仲多度郡琴平町（2017年10月8日） - 井上小百合、大園桃子、川後陽菜、齊藤優里、西野七瀨、堀未央奈。[48]
  - 千葉縣富里市（2018年1月21日） - 生田絵梨花、新內真衣、高山一實、山下美月、與田祐希、渡邊米麗愛。[49]
  - 埼玉縣本庄市（2018年3月4日） - 秋元真夏、梅澤美波、齋藤飛鳥、齋藤千春、鈴木絢音、若月佑美、井上小百合、佐佐木琴子。[50]
  - 埼玉縣坂戶市（2018年7月28日） - 伊藤純奈、井上小百合、梅澤美波、衛藤美彩、阪口珠美、中田花奈、渡邊米麗愛、和田真彩。[51]
  - 愛知縣蒲郡市（2018年10月20日） - 新內真衣、高山一實、中田花奈、樋口日奈。[52]
  - 山梨縣甲婓市（2019年5月5日）－賀喜遙香、田村真佑、掛橋沙耶香、早川聖來、堀未央奈、渡邊米麗愛。[53]
  - 福岡線北九州市（2019年5月12日）－向井葉月、北野日奈子。[54]
  - 栃木縣鹿沼市（2019年5月12日）－遠藤櫻、清宮玲、矢久保美緒。[54]
  - 東京都涉谷區（2019年5月19日）－伊藤理理杏、梅澤美波、久保史緒里、中村麗乃。[55]
  - 三重線多氣郡多氣町（2020年1月12日）－新内眞衣、寺田蘭世、山崎怜奈、渡邊米麗愛。[56]
  - 埼玉縣本庄市（2020年1月19日）－岩本蓮加、阪口珠美。[57]
  - 茨城縣水戶市（2020年1月19日）－佐藤楓、與田祐希。[57]
  - 山梨縣南都留郡富士河口湖町（2020年11月29日－12月6日）－吉田綾乃克莉絲蒂、與田祐希。[58]
  - 東京都杉並區（2021年3月26日・28日）－賀喜遙香、柴田柚菜。[59]
- 乃木坂46 meets Asia!（MUSIC ON! TV）
  - 新加坡ver.（2017年12月27日）[60]
  - 香港ver.（2018年3月31日）[61]
  - 上海ver.（2019年1月26日）[62]
  - 台北ver.（2019年3月30日）[63]
  - 上海ver.#2（2019年12月21日）[64]
  - 台北ver.#2（2020年3月28日）[65]
- 乃木坂46夏威夷大快朵頤特輯　親密三人組的私密女子旅行！～乃木坂46英語 特別版～[66]（TBS頻道1）－櫻井玲香、新內真衣、松村沙友理[67]
  - 前篇（2018年5月19日）[67]
  - 後篇（2018年6月9日）[67]
  - 120分鐘SP（2018年7月15日）[68]
- My first baito（日语：My first baito）（2017年4月13日－2018年3月29日，富士電視台） - 迷你番組[69]
- 我的工作方式～乃木坂46副業體驗！～（日语：私の働き方〜乃木坂46のダブルワーク体験!〜）（；2018年4月3日－2019年3月27日，富士電視台） - 迷你節目[70]
- 乃木坂去哪裡（日本電視台） 
  - 乃木坂去哪裡（2019年10月22日－2020年3月17日）[71]
  - 乃木坂去哪裡 精選集（2020年4月21日－6月9日）[注 1]
- 乃木坂短劇（日语：ノギザカスキッツ）（；日本電視台）
  - 乃木坂短剧（2020年6月16日－10月27日）- 4期生出演[73][74]
  - 乃木坂短剧 ACT2（2020年11月10日－2021年4月6日）- 3期生、4期生出演[75]

- 乃木坂明星誕生！（日本電視台）
  - 乃木坂明星誕生！1（2021年5月11日－9月28日）－4期生出演[76]
  - 乃木坂明星誕生！2（2021年10月12日－2022年3月8日）－4期生出演[77]

- 新·乃木坂明星誕生！（2022年4月26日－2023年2月7日，日本電視台）- 5期生出演[78]
- 超·乃木坂明星誕生！（日本電視台）
  - 超・乃木坂明星誕生！1（2023年4月25日－2024年2月20日）－5期生出演[79][80]
  - 超・乃木坂明星誕生！2（2024年4月30日－2025年3月11日） - 5期生出演[81]

- 東京電腦俱樂部 ～程式設計女孩從零開始製作遊戲～（2022年4月16日－2025年3月22日，BS東視）
  - 現在的出演者：吉田綾乃克莉絲蒂、弓木奈於[82]、林瑠奈[注 2]、佐藤璃果（旁白）[84]
  - 過去的出演者：金川紗耶[注 3]

### 其他節目

#### 現在常規
- 小峠英二的多麼美啊！（2021年10月13日－，TOKYO MX）－ 樋口日奈[注 4]→池田瑛紗[注 5]

#### 過去常規
- R的法則（2012年11月5日 - 2018年4月24日，NHK教育頻道） - 齋藤飛鳥[86]、若月佑美[87]、堀未央奈[88]、和田真彩[89]、渡邊米麗愛[89]
- 馬好王國〜UmazuKingdom〜（富士電視台）－白石麻衣[注 6] →松村沙友理[注 7][90][91]

- （2018年5月19日（前篇）、2018年6月（後篇），TBS頻道1） - 櫻井玲香、新內真衣、松村沙友理。
- 坂道TV～乃木與櫸與日向～（日语：坂道テレビ〜乃木と欅と日向〜）（2019年3月23日，NHK綜合頻道）[92]
- LOVE it!（TBS電視台，常規班底）
  - 樋口日奈（2021年10月4日－12月27日）[93]
  - 久保史緒里（2022年1月10日－3月28日）[94]
  - 清宮玲（2022年4月18日－6月27日）[95]
  - 金川紗耶（2022年10月23日－12月26日）[96]
  - 弓木奈於（2023年10月13日－12月22日）[97]
  - 菅原咲月（2024年4月12日－6月28日）[98]
- THE TIME,（2021年10月4日－，TBS電視台）－梅澤美波[注 8]→一之瀨美空[注 9]

### 特別節目
- 2012年國際足總U-20女子世界盃
  - NON STOP!（2012年8月13日－16日，富士電視台）[注 10]
  - U-20足球日本女子代表應援委員會（2012年8月13日－16日，富士電視台）[102]
  - 事前活動（2012年8月15日，富士電視台）[103]
  - FIFA U-20女子世界盃 年輕娜迪希子應援特輯（2012年8月19日，富士電視台）[104]
  - 公開觀賞（2012年8月19日、22日，富士電視台）[105]
  - 大會閉幕典禮（2012年9月7日，富士電視台）[106]
- 全國高等學校益智問答錦標賽（日本電視台）－節目應援者
  - 第36回全國高等學校益智問答錦標賽（2016年9月9日）[107]
  - 第37回全國高等學校益智問答錦標賽（2017年9月1日）[108]
  - 第38回全國高等學校益智問答錦標賽（2018年9月14日）[109][110]
  - 第39回全國高等學校益智問答錦標賽（2019年9月13日）[111]
  - 第40回全國高等學校益智問答錦標賽（2020年12月11日）[112][113]
- 一流藝人品鑑中（朝日放送→朝日放送電視台）
  - 一流藝人品鑑中！這才是真正的一流品！2017新年特別版（2017年1月1日）－秋元真夏、白石麻衣、高山一實、松村沙友理[114]
  - 一流藝人品鑑中！這才是真正的一流品！2018新年特別版（2018年1月1日）－生田繪梨花、生駒里奈、白石麻衣[115]
  - 一流藝人品鑑中！這才是真正的一流品！2020新年特別版（2020年1月1日）－秋元真夏、齋藤飛鳥、白石麻衣、堀未央奈[116]
  - 一流藝人品鑑中BASIC 春季3小時特別節目（2022年3月22日）－齋藤飛鳥、山下美月、與田祐希[117]
  - 一流藝人品鑑中！這才是真正的一流品！2023新年特別版（2023年1月1日）－梅澤美波、山下美月、與田祐希、久保史緒里[118]
  - 一流藝人品鑑中！這才是真正的一流品！2024新年特別版（2024年1月7日[注 11]）－梅澤美波、與田祐希、賀喜遙香、井上和、阪口珠美[120]

### 音樂節目

#### NHK紅白歌合戰出場歷程
| 年度 | 放送回 | 出場回數 | 演唱曲目       | 備註                           |
| --- | ------ | -------- | -------------- | ------------------------------ |
| 2015年 | 第66回 | 初次     | 你就是希望     |                                |
| 2016年 | 第67回 | 2次      | 再見的意義     | 後半紅組的第一棒               |
| 2017年 | 第68回 | 3次      | 大影響家       |                                |
| 2018年 | 第69回 | 4次      | 想繞遠路回家   |                                |
| 2019年 | 第70回 | 5次      | 同步巧合       |                                |
| 2020年 | 第71回 | 6次      | Route 246      | 前半紅組的表演者也參加了歌唱。 |
| 2021年 | 第72回 | 7次      | 契機           |                                |
| 2022年 | 第73回 | 8次      | 赤腳Summer     |                                |
| 2023年 | 第74回 | 9次      | 獨自一人的天堂 |                                |
| 2024年 | 第75回 | 10次     | 契機（第2次）  | 前半紅組的表演者也參加了歌唱。 |
| - 曲名後面的（第Ｘ次）表示在紅白中演出的次數。 - 前半組是指在1990年以後的紅白中，於前半場（新聞中斷之前）擔任雙方的結尾表演。 |        |          |                |                                |

- 日本唱片大獎
  - 第59回日本唱片大獎（2017年12月30日）－大獎、優秀作品獎《大影響家（獲獎曲）》[141][142]
  - 第60回日本唱片大獎（2018年12月30日）－大獎、優秀作品獎《同步巧合（獲獎曲）》[143][144]
  - 第61回日本唱片大獎（2019年12月30日）－優秀作品獎《Sing Out!（獲獎曲）》[145]
  - 第62回日本唱片大獎（2020年12月30日）－優秀作品獎《世界中的鄰居啊（獲獎曲）》[146]
  - 第63回日本唱片大獎（2021年12月30日）－優秀作品獎《對不起Fingers crossed（獲獎曲）》[147]

- FNS歌謠祭 夏（富士電視台）
  - 2012 FNS歌之夏日祭（2012年8月8日）[148]
  - 2013 FNS歌之夏日祭（2013年7月31日）[149]
  - 2014 FNS歌之夏日祭（2014年8月13日）[150]
  - 2015 FNS歌之夏日祭（2015年7月29日）[151]
  - 2016 FNS歌之夏日祭－海之日特別節目－（2016年7月18日）[152]
  - 2017 FNS歌之夏日祭－週年紀念SP－（2017年8月2日）[153]
  - 2018 FNS歌之夏日祭（2018年7月25日）[154]
  - 2019 FNS歌之夏日祭（2019年7月24日）[155]
  - 2020 FNS歌謠祭 夏（2020年8月26日）[156]
  - 2021 FNS歌謠祭 夏（2021年7月14日）[157]

- FNS歌謠祭（富士電視台）
  - 2012 FNS歌謠祭（2012年12月5日）[158]
  - 2013 FNS歌謠祭（2013年12月4日）[159]
  - 2014 FNS歌謠祭（2014年12月3日）[160]
  - 2015 FNS歌謠祭（2015年12月2日）[161]
  - 2015 FNS歌謠祭 THE LIVE（2015年12月16日）[161]
  - 2016 FNS歌謠祭（2016年12月7日・14日）[162]
  - 2017 FNS歌謠祭（2017年12月6日・13日）[163]
  - 2018 FNS歌謠祭（2018年12月12日）[164]
  - 2019 FNS歌謠祭（2019年12月4日）[165]
  - 2020 FNS歌謠祭（2020年12月2日）[166]
  - 2021 FNS歌謠祭（2021年12月8日）[167]
  - 2022 FNS歌謠祭（2022年12月7日）[168]
  - 2023 FNS歌謠祭（2023年12月6日）[169]

- 音樂之日（TBS電視台）
  - 音樂之日 2013（2013年6月29日－30日）[170]
  - 音樂之日 2014（2014年8月2日－3日）[171]
  - 音樂之日 2015（2015年6月27日）[172]
  - 音樂之日 2016（2016年7月16日）[173]
  - 音樂之日 2017（2017年7月15日－16日）[174]
  - 音樂之日 2018（2018年7月14日－15日）[175]
  - 音樂之日 2019（2019年7月13日－14日）[176]
  - 音樂之日 2020（2020年7月18日）[177]
  - 音樂之日 2021（夏）（2021年7月17日）[178]
  - 音樂之日 2022（2022年7月16日）[179]
  - 音樂之日 2023（2023年7月15日）[注 15]
  - 音樂之日 2024（2024年7月13日）[181]
  - 音樂之日 2025（2025年7月19日）[182]

- THE MUSIC DAY（日本電視台）
  - THE MUSIC DAY 音樂之力（2014年7月12日）[183]
  - THE MUSIC DAY 音樂是太陽（2015年7月4日）[184]
  - THE MUSIC DAY 夏天的開始（2016年7月2日）[185]
  - THE MUSIC DAY 夏，願望成真（2017年7月1日）[186]
  - THE MUSIC DAY 2018－想傳達的歌－（2018年7月7日）[187]
  - THE MUSIC DAY 2019 時代（2019年7月6日）[188]
  - THE MUSIC DAY 2020 人為什麼唱歌（2020年9月12日）[189]
  - THE MUSIC DAY 2021 音樂永不停止（2021年7月3日）[190]
  - THE MUSIC DAY 2022（2022年7月2日）[191]
  - THE MUSIC DAY 2023（2023年7月1日）[192]
  - THE MUSIC DAY 2024（2024年7月6日）[193]

- 日本電視台系音樂祭典 Best Artist（日本電視台）
  - 日本電視台系音樂祭典 Best Artist 2013（2013年11月27日）[194]
  - 日本電視台系音樂祭典 Best Artist 2014（2014年11月26日）[195]
  - 日本電視台系音樂祭典 Best Artist 2015（2015年11月24日）[196]
  - 日本電視台系音樂祭典 Best Artist 2016（2016年11月29日）[197]
  - 日本電視台系音樂祭典 Best Artist 2017（2017年11月28日）[198]
  - 日本電視台系音樂祭典 Best Artist 2018（2018年11月28日）[199]
  - 日本電視台系音樂祭典 Best Artist 2019（2019年11月27日）[200]
  - 日本電視台系音樂祭典 Best Artist 2020（2020年11月25日）[201]
  - 日本電視台系音樂祭典 Best Artist 2021（2021年11月17日）[202]
  - 日本電視台系音樂祭典 Best Artist 2022（2022年12月3日）[203]
  - 日本電視台系音樂祭典 Best Artist 2023（2023年12月2日）[204]
  - 日本電視台系音樂祭典 Best Artist 2024（2024年11月30日）[205]

- 東京電視台音樂祭（東京電視台）
  - 東京電視台音樂祭（2014年6月26日）[206]
  - 東京電視台音樂祭（2015年6月24日）[207]
  - 東京電視台音樂祭 2016（TV TOKYO MUSIC FESTIVAL 2016）（2016年6月29日）[208]
  - 東京電視台音樂祭 2017（TV TOKYO MUSIC FESTIVAL 2017）（2017年6月28日）[209]
  - 東京電視台音樂祭 2018（TV TOKYO MUSIC FESTIVAL 2018）（2018年6月27日）[210]
  - 東京電視台音樂祭 2019（TV TOKYO MUSIC FESTIVAL 2019）（2019年6月26日）[211]
  - 東京電視台音樂祭 2020秋～忍不住想唱歌！最強熱門歌曲100連發～（TV TOKYO MUSIC FESTIVAL 2020 Autumn）（2020年9月30日）[212][213]
  - 東京電視台音樂祭 2021夏～忍不住想唱歌！最強熱門歌曲100連發～（TV TOKYO MUSIC FESTIVAL 2021 Summer）（2021年6月30日）[214]
  - 東京電視台音樂祭 2022春～忍不住想唱歌！最強熱門歌曲100連發～（TV TOKYO MUSIC FESTIVAL 2022 Spring）（2022年2月23日）[215]
  - 東京電視台音樂祭 2022夏～忍不住想唱歌！最強熱門歌曲100連發～（TV TOKYO MUSIC FESTIVAL 2022 Summer）（2022年6月22日）[216]
  - 東京電視台音樂祭 2022冬～忍不住想唱歌！最強熱門歌曲100連發～（TV TOKYO MUSIC FESTIVAL 2022 WINTER）（2022年11月23日）[217]
  - 東京電視台音樂祭 2023夏～忍不住想唱歌！最強熱門歌曲100連發～（2023年6月28日）[注 16]
  - 東京電視台60週年！2023年音樂節～一輩子想聽！昭和・平成・令和熱門曲100連發～（2023年11月15日）[219]
  - 東京電視台夏季音樂節2024～昭和的常識是…令和的非常識！危險昭和的超名曲 vs 令和熱門曲100連發～（2024年6月26日）[220]
  - 東京電視台音樂祭特別節目 1964→2024～60年的名曲！其實「歌曲的衝擊影像」最佳100（2024年11月20日）[221]
  - 東京電視台音樂祭2025～夏～（2025年7月9日）[222]

- Best Hits歌謠祭（讀賣電視台）
  - Best Hits歌謠祭 2014（2014年11月20日）[223]
  - Best Hits歌謠祭 2015（2015年11月19日）[224]
  - Best Hits歌謠祭 2016（2016年11月17日）[225]
  - Best Hits歌謠祭 2017（2017年11月15日）[226]
  - Best Hits歌謠祭 2018（2018年11月15日）[227]
  - Best Hits歌謠祭 2019（2019年11月13日）[228]
  - Best Hits歌謠祭 2021（2021年11月11日）[229]
  - Best Hits歌謠祭 2022（2022年11月10日）[230]
  - Best Hits歌謠祭 2023（2023年11月16日）[231]
  - Best Hits歌謠祭 2024（2024年11月14日）[232]

- MUSIC STATION SUPER LIVE
  - MUSIC STATION SUPER LIVE 2014（2014年12月26日）[233]
  - MUSIC STATION SUPER LIVE 2015（2015年12月25日）[234]
  - MUSIC STATION SUPER LIVE 2016（2016年12月23日）[235]
  - MUSIC STATION SUPER LIVE 2017（2017年12月22日）[236]
  - MUSIC STATION SUPER LIVE 2018（2018年12月21日）[237]
  - 朝日電視台開播60週年紀念 MUSIC STATION SUPER LIVE 2019（2019年12月27日）[238]
  - MUSIC STATION SUPER LIVE 2020（2020年12月25日）[239]
  - MUSIC STATION SUPER LIVE 2021（2021年12月24日）[240]
  - MUSIC STATION SUPER LIVE 2022（2022年12月23日）[241]
  - MUSIC STATION SUPER LIVE 2023（2023年12月22日）[242]
  - MUSIC STATION SUPER LIVE 2024（2024年12月27日）[243]

- 萬聖節音樂祭（TBS電視台）
  - 萬聖節音樂祭 2016（2016年10月31日）[244]
  - CDTV 特別節目！ 萬聖節音樂祭 2017（2017年10月25日）[245]

- FNS歌謠祭 春（富士電視台）
  - 2017 FNS歌之春日祭（2017年3月22日）－生駒里奈、衛藤美彩、齋藤飛鳥、高山一實[246]
  - 2022 FNS歌謠祭 春 名曲圖書館（2022年3月23日）－賀喜遙香、柴田柚菜[247]

- 畢業歌音樂祭（TBS電視台）
  - CDTV春特別節目 畢業歌音樂祭2017（2017年3月30日）[248]
  - CDTV春特別節目 畢業歌音樂祭2018（2018年3月21日）[249]
  - CDTV春特別節目 畢業歌音樂祭2019（2019年3月21日）[250]
  - CDTV春特別節目 畢業歌音樂祭2020（2020年3月16日）[251]

- Love music（富士電視台）
  - Love music2017舉辦櫻花節（2017年4月7日）[252]
  - Love music特別篇 絆之歌（2018年4月6日）[253]

### 電視廣告
- 明治
  - 明治 手工巧克力 通過窗簾篇 （2012年1月 - 2月）[254]
  - 島丸瓶系列乃木坂46一起喝（2016年12月13日－）－白石麻衣、西野七瀨、衛藤美彩、松村沙友理、中元日芽香[255]
  - 島丸瓶系列乃木坂46一起喝（2017年3月27日－）－白石麻衣、西野七瀨、衛藤美彩、松村沙友理、伊藤萬理華[256]
  - 明治低碳水化合物
    - 美味的實感篇（2017年6月6日－）－白石麻衣、西野七瀨、高山一實[257]
    - 美味卻低糖篇（2017年6月6日－）－白石麻衣、西野七瀨、高山一實[257]

  - 明治艾斯超級杯
    - 證言篇（2017年10月16日－）－白石麻衣、生田繪梨花、松村沙友理、堀未央奈[258]
    - 告白篇（2017年10月16日－）－西野七瀨、櫻井玲香、高山一實、秋元真夏[258]
    - 提拉米蘇篇（2017年12月18日－）－井上小百合、衛藤美彩、白石麻衣、新内眞衣、西野七瀨[259]
    - 藍莓起司蛋糕篇（2018年4月23日－）－井上小百合、衛藤美彩、新内眞衣、西野七瀨[260]
    - 巧克力薄荷 不會背叛的冰淇淋篇（2018年6月8日－）－白石麻衣、齋藤飛鳥[261]
    - 蘋果塔篇（2018年8月27日－）－井上小百合、衛藤美彩、白石麻衣、新内眞衣、西野七瀨[262]
    - 甜蜜的回家路（巧克力橙子）篇（2018年12月10日－）－生田繪梨花、白石麻衣、與田祐希[263]
    - 冰凍魔法 芒果杏仁篇（2019年6月10日－）－生田繪梨花、白石麻衣、高山一實、堀未央奈[264][265]
    - 冰凍魔法 龍蝦篇（2019年10月7日－）－生田繪梨花、白石麻衣、高山一實、堀未央奈[266]
    - 阿芙佳朵 秘密故事篇（2019年12月16日－）－秋元真夏、白石麻衣、齋藤飛鳥、堀未央奈[267]
- 指原莉乃 それでも好きだよ/就是喜歡妳（2012年5月1日 、Avex trax）[268]
- 好侍食品「メガシャキ」（2012年7月 - ）[269]
- HTC - HTC J ISW13HT （2012年5月25日 - ）[270]
- HTC - HTC J Butterfly （2012年12月7日 - ）[271]
- HTC - HTC J Butterfly 2（2014年8月29日 - ）
- 楽天Super SALE （2013年8月28日 - ）[272]
- TOWNWORK（日语：タウンワーク）（2013年9月9日 - ）[273]
- 劇場版 魔法少女小圓 新編 叛逆の物語 少女たちは戦い続けなければ（2014年4月2日 ）[274]
- 10周年記念・Monster Hunter展（2014年6月5日 - ）[268]
- 手機 au - htc J butterfly（2014年8月24日 - 、KDDI）[268]
- Haruyama Fishers全力應援Campaign 再見制服篇（2015年2月12日 - ）[275]
- 野球・Softball東京Olympic的正式項目! Catch Ball野球編（2015年3月19日 - 、全日本野球協会・日本Softball協会・日本野球機構） - 生駒里奈、白石麻衣、西野七瀨、橋本奈奈未。[276]
- 755（2015年3月20日 - ）「加油!」篇（2015年3月20日 - ）「開心!」篇（2015年3月20日 - ）[277]
- 台灣7-Eleven 夏日凍感飲援團篇（2018年夏季）
- 7-Eleven
  - 7-11 Fair 乃木坂46（2015年7月4日- ）[278]
  - 7-11 Fair 乃木坂46（2016年5月18日 - ）[279]

- From AQUA
  - （2015年10月－，JR東日本水務業務）－第13張單曲選拔成員[280]
  - （2016年10月－，JR東日本水務業務）－齋藤飛鳥、櫻井玲香、白石麻衣、西野七瀨、松村沙友理、中元日芽香、堀未央奈[281]

- 軟銀
  - 千兆學生折扣「白戶家千兆物語3（試鏡）篇」（2016年2月12日－）[282][283]
  - 千兆學生折扣「白戶家千兆物語3（偶像結成）篇」（2016年2月19日－）[284]
  - 千兆學生折扣「白戶家千兆物語4（演唱會）篇」（2016年2月26日－）[285]

- 波本
  - 寬麵條軟糖「JUICY UP!」篇（2017年2月21日－）－西野七瀨、寺田蘭世、秋元真夏、樋口日奈[286]
  - 寬麵條軟糖「應該會飛」篇（2017年8月18日－）－西野七瀨、寺田蘭世、秋元真夏、樋口日奈[287]
  - 寬麵條軟糖 水果「葡萄的夢」篇（2018年2月20日－）－西野七瀨、寺田蘭世、秋元真夏、樋口日奈[288]
  - 寬麵條軟糖 炭酸「是哈吉克」篇（2018年6月19日－）－白石麻衣、衛藤美彩、生田繪梨花[289]
  - 寬麵條軟糖 水果「去你的夢想」篇（2019年3月12日－）－齋藤飛鳥、寺田蘭世、與田祐希[290]
  - 寬麵條軟糖 炭酸「費奇姐姐」篇（2019年6月18日－）－秋元真夏、生田繪梨花、白石麻衣、松村沙友理[291]
  - 寬麵條軟糖「困惑時，會出錯。Season1」篇（2020年2月25日－）－與田祐希、久保史緒里、遠藤櫻、賀喜遙香[292][293]
  - 寬麵條軟糖「困惑時，會出錯。Season2」篇（2020年9月29日－）－齋藤飛鳥、生田繪梨花、秋元真夏、松村沙友理[294][295]

- 浸
  - Baitoru「應用程式舞蹈」篇（2017年5月2日－）－若月佑美、西野七瀨、堀未央奈、白石麻衣、松村沙友理、高山一實[296]
  - Baitoru「可愛制服」篇（2017年5月2日－）－若月佑美、西野七瀨、堀未央奈、白石麻衣、松村沙友理、高山一實[296]
  - Baitoru「新世界」篇（2017年8月17日－）－若月佑美、西野七瀨、堀未央奈、白石麻衣、衛藤美彩、櫻井玲香[297]
  - Baitoru「學習！未來的遊樂園」篇（2017年8月17日－）－若月佑美、西野七瀨、堀未央奈、白石麻衣、衛藤美彩、櫻井玲香、伊藤理理杏、岩本蓮加、梅澤美波、大園桃子、中村麗乃、佐藤楓、阪口珠美、久保史緒里、吉田綾乃克莉絲蒂、向井葉月、與田祐希、山下美月[297]
  - Baitoru「穿布玩偶裝」篇（2018年1月16日－）－齋藤飛鳥、白石麻衣、堀未央奈、新內真衣、星野南[298]
  - Baitoru「咖啡館」篇（2018年1月16日－）－齋藤飛鳥、白石麻衣、堀未央奈、新內真衣、星野南[298]
  - Baitoru「精品店」篇（2018年1月16日－）－齋藤飛鳥、白石麻衣、堀未央奈、新內真衣、星野南[298]
  - Baitoru「糕點師」篇（2018年4月9日－）－齋藤飛鳥、白石麻衣、堀未央奈、新內真衣、星野南、西野七瀨[299]
  - Baitoru「便利商店」篇（2018年4月9日－）－齋藤飛鳥、白石麻衣、堀未央奈、新內真衣、星野南、西野七瀨[299]
  - Baitoru「歌謠」篇（2018年4月9日－）－齋藤飛鳥、白石麻衣、堀未央奈、新內真衣、星野南、西野七瀨[299]
  - Baitoru「宅急便」篇（2019年1月15日－）－白石麻衣、齋藤飛鳥、堀未央奈、高山一實、山下美月、秋元真夏[300]
  - Baitoru「卡拉OK盒」篇（2019年1月15日－）－白石麻衣、齋藤飛鳥、堀未央奈、高山一實、山下美月、秋元真夏[300]
  - Baitoru「警備員」篇（2019年1月15日－）－白石麻衣、齋藤飛鳥、堀未央奈、高山一實、山下美月、秋元真夏[300]
  - Baitoru「部分」篇（2019年1月15日－）－白石麻衣、齋藤飛鳥、堀未央奈、高山一實、山下美月、秋元真夏[300]
  - Baitoru「章魚燒之旅」篇（2019年5月7日－）－白石麻衣、齋藤飛鳥、梅澤美波、佐藤楓、大園桃子[301]
  - Baitoru「家庭餐廳體驗」篇（2019年5月7日－）－白石麻衣、齋藤飛鳥、梅澤美波、佐藤楓、大園桃子[301]
  - Baitoru「髮型自由」篇（2019年5月7日－）－白石麻衣、齋藤飛鳥、梅澤美波、佐藤楓、大園桃子[301]
  - Baitoru「電視購物」篇（2019年9月9日－）－白石麻衣、齋藤飛鳥、梅澤美波、堀未央奈、高山一實、松村沙友理[302]
  - Baitoru「安置信」篇（2019年11月1日－）－白石麻衣、齋藤飛鳥、堀未央奈、松村沙友理[303]
  - Baitoru「測驗節目」篇（2020年1月14日－）－白石麻衣、秋元真夏、堀未央奈、松村沙友理、遠藤櫻、賀喜遙香[304]
  - Baitoru「白酒」篇（2020年1月14日－）－白石麻衣、秋元真夏、堀未央奈、松村沙友理、遠藤櫻、賀喜遙香[304]
  - Baitoru「選擇兼職工作」篇（2020年1月14日－）－白石麻衣、秋元真夏、堀未央奈、松村沙友理、遠藤櫻、賀喜遙香[304]
  - Baitoru「如果你想兼職」篇（2020年2月10日－）－白石麻衣、秋元真夏、堀未央奈、松村沙友理、遠藤櫻、賀喜遙香[305]
  - Baitoru「dip訴求」篇（2020年2月10日－）－白石麻衣、秋元真夏、堀未央奈、松村沙友理、遠藤櫻、賀喜遙香[306]
  - Baitoru「祝你好運，咬一口！拜託出現了」篇（2021年11月8日－）－秋元真夏、齋藤飛鳥、山下美月、與田祐希、遠藤櫻、賀喜遙香[307]
  - Baitoru「銷售、談判」篇（2022年1月22日－）－秋元真夏、齋藤飛鳥、山下美月[308]
  - Baitoru「年薪記者會」篇（2022年1月22日－）－秋元真夏、齋藤飛鳥、山下美月[308]
  - Baitoru「祝你好運，咬一口！花一門」篇（2022年12月30日－）－齋藤飛鳥、遠藤櫻、賀喜遙香、山下美月、與田祐希、梅澤美波、久保史緒里、田村真佑、鈴木絢音、金川紗耶[309]
  - Baitoru「銷售、談判 燒肉店」篇（2023年3月17日－）－井上和、川崎櫻[310]
  - Baitoru「拿到工資 燒肉店」篇（2023年3月17日－）－井上和、川崎櫻[310]
  - dip DEI項目「真矢本部長的演示」篇（2023年9月1日－）－梅澤美波、遠藤櫻[311]
  - Baitoru「dip AI 爆炸！」篇（2024年10月25日－）－梅澤美波、遠藤櫻、賀喜遙香[312][313]
  - Baitoru「尋找完美工作」篇（2024年11月11日－）－梅澤美波、遠藤櫻、賀喜遙香[312][313]

- 三洋食品
  - CupStar「街頭廣告」篇（2018年9月18日 - ）－白石麻衣、西野七瀨、齋藤飛鳥[314]
  - CupStar「舞蹈」篇（2019年9月10日 - ）－白石麻衣、齋藤飛鳥、遠藤櫻[315]
  - CupStar「我迷上乃木坂46」篇（2020年8月31日 - ）－生田繪梨花、齋藤飛鳥、遠藤櫻[316]
  - CupStar「蕎麥・烏龍麵」篇（2021年9月29日 - ）－齋藤飛鳥、梅澤美波、遠藤櫻[317]
  - CupStar「新舞蹈」篇（2022年9月9日 - ）－齋藤飛鳥、山下美月、與田祐希、遠藤櫻、賀喜遙香[318]
  - CupStar「蕎麥・烏龍麵 新登場」篇（2023年10月12日 - ）－山下美月、與田祐希、遠藤櫻、賀喜遙香、井上和[319]
  - CupStar「拉麵・和風」篇（2024年10月10日－）－遠藤櫻、賀喜遙香、池田瑛紗、井上和、小川彩[320]

- 智慧新聞
  - 乃木坂46頻道（2018年11月14日－）－白石麻衣、齋藤飛鳥[321]
  - 乃木坂46頻道「便當」篇（2021年2月16日－）－久保史緒里、山下美月、與田祐希[322]
  - 乃木坂46頻道「英文的教學」篇（2021年2月16日－）－秋元真夏、遠藤櫻、賀喜遙香、久保史緒里、山下美月、與田祐希[322]
  - 乃木坂46頻道「心靈感應」篇（2021年2月16日－）－秋元真夏、遠藤櫻、賀喜遙香[322]
  - 乃木坂46頻道「塗鴉」篇（2021年2月16日－）－遠藤櫻、賀喜遙香、山下美月、與田祐希[322]
  - 智慧型手機祭典「開始」篇（2025年6月18日－）－遠藤櫻、賀喜遙香、池田瑛紗、井上和、中西阿爾諾[323]
  - 智慧型手機祭典「微笑抽獎」篇（2025年6月18日－）－遠藤櫻、賀喜遙香、池田瑛紗、井上和、中西阿爾諾[323]
  - 智慧型手機祭典「微笑優惠卷」篇（2025年6月18日－）－遠藤櫻、賀喜遙香、池田瑛紗、井上和、中西阿爾諾[323]

- 日本赤十字社
  - 平成31年「畑地的捐血」活動（2019年1月1日－2月28日）－齋藤飛鳥、星野南、堀未央奈、山下美月、與田祐希[324]
  - 捐血項目「大家的捐血」活動（2019年6月11日－）－齋藤飛鳥、星野南、堀未央奈、山下美月、與田祐希[325]
  - 令和2年「畑地的捐血」活動（2020年1月1日－2月29日）－齋藤飛鳥、梅澤美波、久保史緒里、賀喜遙香、遠藤櫻[326]
  - 「大家的捐血」『應援訊息』篇（2021年3月19日－）－齋藤飛鳥、梅澤美波、久保史緒里、賀喜遙香、遠藤櫻[327]

- 日本可口可樂
  - 芬達（2019年4月23日－）－齋藤飛鳥、生田繪梨花、秋元真夏、山下美月、與田祐希、大園桃子[328]
  - 「幻坂學園奇怪的臉瓶」篇（2019年5月13日－）－蘋果軍團（松村沙友理、中田花奈、佐佐木琴子、寺田蘭世）[329]
  - 「幻坂學園 讓我們直言的把它裝瓶」篇（2019年7月9日－）－齋藤飛鳥、生田繪梨花、秋元真夏、山下美月、與田祐希、大園桃子、賀喜遙香、遠藤櫻、筒井彩萌[330]

- Pokémon GO「#隨心所欲地走」（2019年8月1日－）－齋藤飛鳥、與田祐希、山下美月、遠藤櫻[331]

- 朝日啤酒
  - 朝日超級乾「櫻花下的啤酒」篇（2020年2月12日－）－白石麻衣、秋元真夏、中田花奈、新內真衣[332]
  - 朝日超級乾「春天，出發」篇（2020年3月3日－）－白石麻衣、秋元真夏、中田花奈、新內真衣[333]
  - 清爽朝日「送給100萬人！」篇（2025年2月10日－）－梅澤美波、佐藤楓、吉田綾乃克莉絲蒂、田村真佑、弓木奈於[334]

- 荒野行動「乃木坂46 LIVE IN 荒野」篇（2020年12月22日－，網易）－齋藤飛鳥、松村沙友理、與田祐希、山下美月、賀喜遙香[335]

- 森永製菓
  - DARS「牛奶技巧」篇（2022年9月20日－）－「牛奶隊」－秋元真夏、岩本蓮加、齋藤飛鳥、筒井彩萌／「微甜牛奶隊」－梅澤美波、山下美月、久保史緒里、遠藤櫻／「一打白隊」－賀喜遙香、鈴木絢音、田村真佑、與田祐希[336]
  - DARS「牛奶技巧」篇（2023年9月18日－）－「牛奶隊」－井上和、一之瀨美空、遠藤櫻、筒井彩萌、山下美月、梅澤美波／「一打白隊」－川崎櫻、菅原咲月、賀喜遙香、田村真佑、久保史緒里、與田祐希[337]
  - DARS「大家也在笑 ，牛奶技巧」篇（2024年9月17日－）－「一打牛奶」－一之瀨美空、井上和、岩本蓮加、梅澤美波、遠藤櫻、筒井彩萌／「一打白」－久保史緒里、賀喜遙香、川崎櫻、菅原咲月、田村真佑、與田祐希[338]

- 迪士尼Tsum Tsum「迪士尼Tsum Tsum  9th ANNIVERSARY」篇（2022年12月26日－，Z Intermediate Global Corporation）－梅澤美波、久保史緒里、山下美月、與田祐希、遠藤櫻、賀喜遙香[339]

- 高絲
  - Maison KOSÉ「Mymits、開始」篇（2023年6月1日－）－遠藤櫻、賀喜遙香、井上和[340]
  - 讓迷霧保持新爽「11人篇」、「巴士篇」、「泳池篇」、「舞蹈篇」（2024年8月23日－）－五期生[341]

## 廣播節目

### 現在常規
- 乃木坂46的“乃”（2013年4月7日－，文化放送）[342]
- 乃木坂46的All Night Nippon（日本放送）
  - 單發放送
    - （2015年1月7日）－秋元真夏、生駒里奈、白石麻衣、櫻井玲香、西野七瀨、橋本奈奈未、深川麻衣、松村沙友理[343]
    - （2016年5月26日）－秋元真夏、生田繪梨花、松村沙友理[344]
    - （2016年10月20日）－生田繪梨花、櫻井玲香、橋本奈奈未[345]
    - （2018年4月26日）－櫻井玲香、白石麻衣、松村沙友理[346]
    - （2018年11月14日）－梅澤美波、山下美月[347]

  - 特別放送
    - 乃木坂46Under成員的All Night  Nippon R（2015年1月4日）－齋藤優里、永島聖羅、新內真衣[348]
    - 乃木坂46的All Night Nippon GOLD（2015年6月19日）[349]
    - 乃木坂46堀未央奈的All Night  Nippon R（2015年11月8日）－堀未央奈、伊藤卡琳、相樂伊織[350]
    - 乃木坂46西野七瀨的All Night  Nippon R（2017年5月25日）－西野七瀨、齋藤優里[351]
    - 乃木坂46白石麻衣的All Night  Nippon R（2020年10月22日）－白石麻衣、松村沙友理、秋元真夏、大園桃子[352]

  - 常規放送（2019年4月4日－）－新內真衣[注 17]→久保史緒里[注 18]
- Radirer! Sunday（2015年4月5日－，NHK廣播第1頻率）
  - 現在出演者：川崎櫻[355]、五百城茉央[356]
  - 過去出演者：中元日芽香[注 19]、井上小百合[358]、星野南[359]、大園桃子[360]、早川聖來[361]、佐藤璃果[362]
- Belc呈獻 乃木坂46的跟乃木坂商量吧！（2021年4月2日－，FM東京）
  - 現在出演者：松尾美佑[363]、田村真佑[364][注 20]
  - 過去出演者：清宮玲[注 21]

### 過去常規
- Kintsubu（2015年4月3日－2022年3月25日，bayfm）－衛藤美彩[365]、山崎玲奈[366]、北川悠理[367]、柴田柚菜[368]

## 網路節目

### 當前常規
- YouTub頻道
  - 乃木坂46 OFFICIAL YouTube CHANNEL（2012年1月27日－）[369]－發布音樂錄影帶和音樂作品相關影片的頻道
  - 乃木坂配信中（2021年5月6日－）[370]－《乃木坂工事中》的免費播放以及成員製作企劃和經理人製作的影片等內容的頻道[371][372][373]
    - 乃木坂46分時間TV（2021年6月10日・7月22日・10月10日、2023年3月12日・27日）[374][375][376][377]
    - 頻道訂閱人數突破50萬人紀念 直播（2021年8月16日）[378]

- 喜歡活生生的偶像（日语：生のアイドルが好き）（松村沙友理、中田花奈 → 田村真佑、矢久保美緒；2013年4月18日 - ，月播一次，Niconico直播）[379][380][381]
- 乃木OBI（のぎおび；2018年6月19日－，SHOWROOM）[382][383]
- 貓舌SHOWROOM（日语：猫舌SHOWROOM）（星期三單元；2018年6月20日 - ，SHOWROOM）[384]
- 乃木動畫（2020年6月21日－）[385]
- TOKYO下一代設計師～展翅世界的年輕才華~（TBS FREE、TBS官方YouTuboo）
  - （2024年1月26日－4月26日）－梅澤美波、與田祐希、池田瑛紗[386]
  - （2024年12月27日－）－遠藤櫻、筒井彩萌、池田瑛紗
- 乃木坂、逃避行。（Lemino）
  - SEASON1（2024年7月5日－10月4日）[387]
  - SEASON2（2025年1月10日－3月28日）[388]
  - SEASON3（2025年7月4日－）[389]

### 過去常規
- 乃木坂在這！（乃木坂って、ここ!；2012年2月19日－2014年8月15日，乃木坂官方網站）－Under成員＆研究生的節目[390]

- Sonyrako！消磨時間TV（2013年10月9日－2016年3月30日，Sony Music Records）－ 初代MC：高山一時、深川麻衣；第二代MC：中元日芽香、能條愛未[391]
- 乃木天（日语：のぎ天）（2014年7月11日 - 2015年7月10日，Rakuten TV）－Under成員的節目[392]
- 乃木天2（日语：のぎ天）（2016年6月17日 - ，Rakuten TV）－Under成員的節目[393]
- 乃木坂高爾夫俱樂部（乃木坂ゴルフ倶楽部；2015年7月24日－2016年12月23日，Rakuten TV）－川村真洋、齋藤千春、中元日芽香、和田真彩、相樂伊織、新内眞衣、中田花奈、松村沙友理[394]
- 是乃木坂嗎？是原宿嗎？哪一個？（2016年1月28日－，AmebaFRESH!）[395]

- 乃木坂46 4th Anniversary 乃木坂46時間TV（2016年2月20日－22日，AmebaFRESH!、SHOWROOM、Tsukapa！Ondemondo、Niconico生放送、YouTube、LINE LIVE、Rakuten TV）－6間網路公司同時直播[396]
- 第二張專輯《屬於我們的椅子》發售紀念 乃木坂46時間TV（2016年6月10日－12日，AbemaTV、SHOWROOM、Niconico生放送、YouTube、LINE LIVE、Rakuten TV）－6間網路公司同時直播[397]
- 乃木坂46 6th Birthday紀念 緊急特別節目「乃木坂46分TV」（2018年2月22日，YouTube）[398]
- NOGIZAKA46 6th Anniversary 乃木坂46時間TV（2018年3月23日－25日，AbemaTV、SHOWROOM、Niconico生放送、YouTube、LINE LIVE、Rakuten TV）[399]
- ABEMA獨家放送 乃木坂46成員大集合！46分的再線記者會＆乃木坂46分TV（2020年5月23日、ABEMA SPECIAL2）[400]
- 乃木坂46時間TV ABEMA獨家放送「即使分開了，還會在一起！」（2020年6月19日、ABEMA SPECIAL）[400]
- 乃木坂4.6時間TV 緊急現場直播！排練室的10th BIRTHDAY LIVE直前SP（2022年5月7日、ABEMA）[401]
- ＃乃木坂世界旅 今野先生別管了!（2019年9月29日－12月15日，AbemaTV）－秋元真夏、齋藤飛鳥、白石麻衣、堀未央奈、松村沙友理、山下美月[402]
  - 夏威夷篇（2019年10月12－13日）－白石麻衣、松村沙友理[403]
  - 西班牙篇（2019年11月16－17日）－齋藤飛鳥、星野南[404]
  - 新喀里多尼亞篇（2019年12月14－15日）－堀未央奈、北野日奈子[405]
- TikTok LIVE－6期生（2025年5月25日，TikTok）[406]

## 舞台劇
- 16人的主角 （2012年9月1日-9月9日，PARCO劇場）[407]
  - 16人的主角deux（2013年5月3日-12日；東京:TBS赤坂ACT劇場/2013年5月31日-6月2日；大阪:梅田藝術劇場）[408][409]
  - 16人的主角trois（2014年5月30日-6月15日，TBS赤坂ACT劇場）[410]
  - 3人的主角 - 3期生公演（2017年2月2日-2月12日，AiiA 2.5 Theater Tokyo）[411]
  - 3人的主角 - 4期生公演（2019年4月9日-4月21日，陽光劇場）[412]

- 女子落語（2015年6月15日-6月28日/2016年5月12日-22日，AiiA 2.5 Theater Tokyo）[413][414]

- 美少女戰士
  - 乃木坂46版音樂劇 美少女戰士（2018年4月6日-15日；東京:天王洲 銀河劇場/4月26日-28日；愛知:春日井市民會館） - 伊藤理理杏、井上小百合、梅澤美波、高山一實、寺田蘭世、中田花奈、能條愛未、樋口日奈、山下美月、渡邊米麗愛[415][416]、白石麻衣（友情演出）[417]
  - 乃木坂46版音樂劇『美少女戰士』2019（10月10日-14日；東京:MEETS PORT/11月22日-24日；中國上海:美琪大戲院） - 伊藤純奈、久保史緒里、向井葉月、田村真佑、早川聖來[418][419]、白石麻衣（友情演出）[419]
  - 乃木坂46「第五代」版舞台劇《美少女戰士》2024（4月12日-29日，IMM THEATER） - 五期生[420][421]

## 電影
- 劇場版 BAD BOYS J（2013年11月9日上映，Showgate（日语：博報堂DYミュージック&ピクチャーズ））－ 橋本奈奈未、生駒里奈、櫻井玲香、高山一實、若月佑美、能條愛未、松村沙友理、秋元真夏、伊藤萬理華、伊藤寧寧、白石麻衣[422]
- 超能力研究部的三人（日语：超能力研究部の3人）（2014年12月6日，BS-TBS）－ 秋元真夏、生田繪梨花、橋本奈奈未[423]
- 忘記悲傷的方法 Documentary of 乃木坂46（2015年7月10日上映，東寶映像事業部）[424]
- 喜歡上你的那瞬間。～告白實行委員會～（2016年12月17日，Aniplex）－ 配音 松村沙友理、秋元真夏、佐佐木琴子、渡邊米麗愛[425]
- 薙刀社青春日記（2017年9月22日上映，東寶映像事業部／台灣・2017年12月8日）－ 西野七瀨、白石麻衣、伊藤萬理華、櫻井玲香、松村沙友理、生田繪梨花、中田花奈、齊藤優里[426][427]
- 不知不覺，來到了這裡 Documentary of 乃木坂46（2019年7月5日上映，東寶映像事業部）[428]

## 店內放送
- FamilyMart（2014年10月28日－2015年3月9日）－DJ[429]

## 應用程式、遊戲、柏青哥、角子機
- 乃木戀~在坡道下，那一天我戀愛了~（2016年4月、GREE）[430]
- 真的發生過的恐怖故事 presents《乃木坂46 VR恐怖屋》（2017年7月、PlayStation Store）[431]
- 永遠的乃木坂46（2017年8月3日－2024年1月31日、WEARE）－最初是以『乃木坂46〜always with you〜』的名稱進行發佈，後來更改了名稱[432]。
- 乃木坂46 Rhythm Festival（2017年11月21日，AiiA）[433]
- 殘美 THE GAME（2019年5月15日－2021年1月28日、gumi）－最初是以『少女神樂 ~殘美的安魂曲~』的名稱進行發佈，後來更改了名稱[434]。
- 乃木坂般的分形（2021年8月12日，gumi）[435]
- 角子機 沖之花-30（2021年7月5日、京樂產業）[436][注 22]
- P柏青哥 乃木坂46（2021年11月22日、京樂產業）[437][注 23]
- P柏青哥 乃木坂46 寶藏規格（2023年3月6日、京樂產業）[438][439]
- P柏青哥 乃木坂46 心動不已LIGHT Ver（2023年6月19日、京樂產業）[440][441]
- 角子機 乃木坂46（2023年8月7日、京樂產業）[442][443]
- 乃木動畫（2025年3月12日－，CA smart）[444]

## LIVE公演
- 乃木坂46 Zepp Live 〜加油今野〜（2012年8月13日－14日，Zepp）[445]

- 乃木坂46 Zepp Live in Tokyo（2012年12月27日，Zepp）[446]
- 乃木坂46 1ST YEAR BIRTHDAY LIVE（2013年2月22日，幕張展覽館）[447]
- 盛夏的全國巡演2013（2013年8月19日－30日，札幌、福岡、大阪、名古屋、東京）[448]
- 盛夏的全國巡演2013 FINAL!（2013年10月6日，國立代代木競技場）[448]
- 乃木坂46 Merry X'mas Show 2013（2013年12月20日，日本武道館）[449]
- 乃木坂46 2ND YEAR BIRTHDAY LIVE（2014年2月22日，橫濱體育館）[450]
- 乃木坂46 Under LIVE（2014年7月25日－26日，AiiA Theater Tokyo）[451]
- 盛夏的全國巡演2014（2014年8月16日－30日，大阪、福岡、仙台、名古屋、東京）[452]
- 乃木坂46 Under LIVE 2nd（2014年10月5日－19日，Zepp藍劇場六本木）[453]
- Under LIVE 第二季 FINAL! 〜聖誕快樂 "平安夜" 演出 2014（2014年12月12日，有明體育館）[454]
- Merry X'mas Show 2014（2014年12月13日－14日，有明體育館）[455]
- 乃木坂46 3rd YEAR BIRTHDAY LIVE（2015年2月22日，西武巨蛋）[456]
- 乃木坂46 Under LIVE 3rd（2015年4月14日－19日，Zepp藍劇場六本木）[457]
- 盛夏的全國巡演2015（2015年8月5日－31日，仙台、名古屋、廣島、福岡、大阪、東京）[458]
- 乃木坂46 Under LIVE 4th（2015年10月15日－25日，AiiA Theater Tokyo）[459]
- 乃木坂46 Under LIVE at武道館（2015年12月17日－18日，日本武道館）[460]
- Merry X'mas Show 2015（2015年12月20日－21日，日本武道館）[460]
- 乃木坂46 Under LIVE全國巡演2016 〜永島聖羅卒業畢業演唱會〜（2016年3月19日－20日，名古屋國際會議場世紀大廳）[461]
- 乃木坂46 Under LIVE全國巡演2016 〜東北系列〜（2016年4月19日－24日，福島、宮城、岩手、青森、秋田、山形）[462]
- 盛夏的全國巡演2016（2016年6月15日－8月30日，静岡、大阪、名古屋、仙台、福岡、東京）－6月15日－16日在小笠山綜合運動公園體育館的公演為「深川麻衣畢業演唱會」；8月28日－30日在明治神宮棒球場的公演為「乃木坂46 4th YEAR BIRTHDAY LIVE」[463]
- 乃木坂46 Under LIVE全國巡演2016 〜中國系列〜（2016年9月22日－24日，廣島、岡山、山口）[464]
- Merry X'mas Show 2016 〜選拔單獨公演〜（2016年12月6日、8日，日本武道館）[465]
- Merry X'mas Show 2016 〜Under單獨公演〜（2016年12月7日、9日，日本武道館）[465]
- 乃木坂46 SPECIAL LIVE 2017 at UNIVERSAL STUDIOS JAPAN（2017年1月8日－9日，日本環球影城）[466]
- 乃木坂46 5th YEAR BIRTHDAY LIVE Day1－3（2017年2月20日－22日，埼玉超級競技場）－Day1（20日）為「橋本奈奈未畢業演唱會」[467]
- 乃木坂46 Under LIVE全國巡演2017 〜關東系列 東京公演〜（2017年4月20日－22日，東京體育館）[468]
- 乃木坂46 三期生單獨LIVE（2017年5月9日－14日，AiiA 2.5 Theater Tokyo）[469]
- 盛夏的全國巡演2017（2017年7月1日－10月9日，東京、仙台、大阪、名古屋、新潟）[470]
- 乃木坂46 Under LIVE全國巡演2017 〜九州系列〜（2017年10月14日－20日，大分、福岡、鹿兒島、宮崎）[471]
- 盛夏的全國巡演2017 Final!（2017年11月7日－8日，東京巨蛋）[472]
- 乃木坂46 Under LIVE全國巡演2017 〜近畿、四國系列〜（2017年12月13日－18日，大阪、滋賀、兵庫、德島、香川）[473]
- 乃木坂46 生駒里奈畢業演唱會（2018年4月22日，日本武道館）[474]
- 乃木坂46 Under LIVE全國巡演2018 〜中部系列〜（2018年5月15日－20日，新潟、石川、愛知、静岡）[475]
- 盛夏的全國巡演2018（2018年7月6日－9月6日，東京、福岡、大阪、愛知、宮城）[476]－7月6日－8日的東京公演為「6th YEAR BIRTHDAY LIVE DAY1－3」於明治神宮棒球場及秩父宮橄欖球場等兩地同時舉行[476][477]
- 乃木坂46 Under LIVE全國巡演2018 〜北海道系列〜（2018年10月2日－5日，Zepp Sapporo）[478]
- NOGIZAKA46 LIVE in Shanghai 2018（2018年12月1日，梅賽德斯-賓士文化中心）[479]
- 乃木坂46 若月佑美畢業典禮（2018年12月4日，日本武道館）[480]
- 乃木坂46 Under LIVE全國巡演2018 〜關東系列〜（2018年12月19日－20日，武藏野之森綜合體育廣場主體育館）[481]
- NOGIZAKA46 Live in Taipei 2019（2019年1月27日，台北小巨蛋）[482]
- 7th YEAR BIRTHDAY LIVE DAY1 - 4（2019年2月21日－24日，京瓷巨蛋大阪）－DAY4（24日）為「西野七瀨畢業演唱會」[483]
- 乃木坂46 衛藤美彩個人畢業演唱會（2019年3月19日，兩國國技館）[484]
- 乃木坂46 第23張單曲《Sing Out!》發售紀念Under LIVE（2019年5月24日，橫濱體育館）[485]
- 乃木坂46 第23張單曲《Sing Out!》發售紀念4期生LIVE（2019年5月25日，橫濱體育館）[485]
- 乃木坂46 第23張單曲《Sing Out!》發售紀念選拔LIVE（2019年5月26日，橫濱體育館）[485]
- 盛夏的全國巡演2019（2019年7月3日－9月1日，愛知、福岡、大阪、東京）[486]
- 乃木坂46 Under LIVE2019 at幕張展覽館（2019年10月10日－11日，幕張展覽館）[487]
- NOGIZAKA46 Live in Shanghai 2019（2019年10月25日－26日，梅賽德斯－奔馳文化中心）[488]
- 乃木坂46 3、4期生LIVE（2019年11月26日－27日，國立代代木競技場）[489]
- NOGIZAKA46 Live in Taipei 2020（2020年1月19日，台北小巨蛋）[490]
- 乃木坂46 8th YEAR BIRTHDAY LIVE DAY1 - 4 （2020年2月21日－24日，名古屋巨蛋）[491]
- 乃木坂46 白石麻衣畢業演唱會（2020年10月28日）－最初原定於5月5日－7日在東京巨蛋舉行，但因新型冠狀病毒感染擴大影響而延期，改為無觀眾的付費直播演出[492][493]
- 乃木坂46 4期生LIVE（2020年12月6日）－以付費的無觀眾直播形式舉行[494]
- 乃木坂46 Under LIVE2020（2020年12月18日－20日，日本武道館）[495]
- 乃木坂46 9th YEAR BIRTHDAY LIVE 〜前夜祭〜（2021年2月22日，幕張展覽館）－無觀眾直播演出舉行[496][497]
- 乃木坂46 9th YEAR BIRTHDAY LIVE（2021年2月23日，幕張展覽館）－無觀眾直播演出舉行[496][497]
- 乃木坂46 9th YEAR BIRTHDAY LIVE 〜2期生LIVE〜（2021年3月28日，幕張展覽館）－無觀眾直播演出舉行[497][498]
- 乃木坂46 9th YEAR BIRTHDAY LIVE 〜1期生LIVE〜（2021年3月29日，幕張展覽館）－無觀眾直播演出舉行[497][498]
- 乃木坂46 9th YEAR BIRTHDAY LIVE 〜4期生LIVE〜（2021年5月8日，幕張展覽館）－無觀眾直播演出舉行[注 24][500]
- 乃木坂46 9th YEAR BIRTHDAY LIVE 〜3期生LIVE〜（2021年5月8日，幕張展覽館）－無觀眾直播演出舉行[注 24][500]
- 乃木坂46 Under LIVE2021（2021年5月26日，橫濱體育館）－無觀眾直播演出舉行[501]
- 沙〜友〜Ready?〜沙友蘋果軍團LIVE／松村沙友理 畢業演唱會〜（2021年6月22日－23日，橫濱體育館）[注 25][502]
- 盛夏的全國巡演2021（2021年7月4日－11月21日，大阪、宮城、愛知、福岡、東京）[503][504][注 26]
- 乃木坂46 28thSG Under LIVE（2021年10月26日－28日，TACHIKAWA STAGE GARDEN）[506]
- 乃木坂46 生田繪梨花畢業演唱會（2021年12月14日－15日，橫濱體育館）[507]
- 乃木坂46 新內真衣畢業典禮（2022年2月10日，東京國際論壇）[508]
- 乃木坂46 星野南畢業典禮（2022年2月12日，東京國際論壇）[509]
- 乃木坂46 北野日奈子畢業演唱會（2022年3月24日，皮亞競技場MM）[510]
- 乃木坂46 29thSG Under LIVE（2022年3月25日－27日，皮亞競技場MM）[511]
- 乃木坂46 10th YEAR BIRTHDAY LIVE（2022年5月14日－15日，日產體育館）[512]
- 盛夏的全國巡演2022（2022年7月19日－8月31日，大阪、廣島、福岡、北海道、宮城、愛知、東京）[513]
- 乃木坂46 30thSG Under LIVE（2022年9月17－10月5日，東京、大阪）[514]
- 乃木坂46 樋口日奈畢業典禮（2022年10月31日，東京國際論壇）[515]
- 乃木坂46 31stSG Under LIVE（2022年12月1日－19日，神奈川、北海道、福岡、愛知、大阪）[516]
- 乃木坂46 11th YEAR BIRTHDAY LIVE（2023年2月22日－26日，橫濱體育館）－DAY5（26日）為「秋元真夏畢業演唱會」[517]
- 乃木坂46 鈴木絢音畢業典禮（2023年3月28日，澀谷公會堂）[518]
- 乃木坂46 32ndSG Under LIVE（2023年4月5日－27日，東京、大阪、愛知）[519]
- 乃木坂46 齋藤飛鳥畢業演唱會（2023年5月17日－18日，東京巨蛋）[520]
- 盛夏的全國巡演2023（2023年7月1日－8月28日，北海道、大阪、廣島、沖縄、愛知、宮城、東京）[521]
- 乃木坂46 33rdSG Under LIVE（2023年9月29日－10月1日，橫濱體育館）[522]
- 新參者 LIVE at THEATER MILANO-Za（2023年11月21日、23日、25日－27日、12月3日，THEATER MILANO-Za）－5期生[523]
- 乃木坂46 34thSG Under LIVE（2024年1月25日－27日，皮亞競技場MM）[524]
- 乃木坂46 12th YEAR BIRTHDAY LIVE（2024年3月7日－10日，埼玉超級競技場）[525]
- 乃木坂46 山下美月畢業演唱會（2024年5月11日－12日，東京巨蛋）[526]
- 乃木坂46 35thSG Under LIVE（2024年6月7日－9日，有明體育館）[527]
- 盛夏的全國巡演2024（2024年7月20日－9月4日，大阪、名古屋、東京）[528]
- 乃木坂46 36thSG Under LIVE（2024年10月7日－11月20日，福岡、愛知、大阪、北海道、神奈川）[529]
- 乃木坂46 37thSG Under LIVE（2025年1月28日－30日，幕張展覽館）[530]
- 乃木坂46 與田祐希畢業演唱會（2025年2月22日－23日，瑞穗PayPay巨蛋福岡）[531]
- 乃木坂46 38thSG Under LIVE（2025年4月5日，皮亞競技場MM）[532]
- 乃木坂46 13th YEAR BIRTHDAY LIVE（2025年5月17日－18日，味之素體育場）[533]
- 盛夏的全國巡演2025（2025年7月20日－9月7日，北海道、靜岡、大阪、宮城、福岡、香川、東京）[534]
- 乃木坂46 39thSG Under LIVE（2025年10月7日－9日，横濱BUNTAI）[535]

## 活動
- GirlsAward
  - GirlsAward 2012 AUTUMN/WINTER（2012年11月8日，國立代代木競技場）[536]
  - GirlsAward 2013 SPRING/SUMMER（2013年3月23日，國立代代木競技場）[537]
  - GirlsAward 2013 AUTUMN / WINTER（2013年9月28日，國立代代木競技場）[538]
  - GirlsAward 2014 AUTUMN/WINTER（2014年10月1日，國立代代木競技場）[539]
  - GirlsAward 2015 SPRING/SUMMER（2015年4月29日，國立代代木競技場）[540][541]
  - GirlsAward 2015 AUTUMN/WINTER（2015年10月24日，國立代代木競技場）[542]
  - GirlsAward 2016 SPRING/SUMMER（2016年4月9日，國立代代木競技場）[543]
  - GirlsAward 2016 AUTUMN/WINTER（2016年10月8日，國立代代木競技場）[544]
  - Mainabi GirlsAward 2017 SPRING/SUMMER（2017年5月3日，國立代代木競技場）－秋元真夏（MC）、北野日奈子、齋藤飛鳥、白石麻衣、西野七瀨、堀未央奈、松村沙友理[545]
  - Rakuten GirlsAward 2017 AUTUMN/WINTER（2017年9月16日，幕張展覽館）－北野日奈子、久保史緒里（以Seventeen專屬模特兒出場）、齋藤飛鳥、櫻井玲香、白石麻衣、西野七瀨（以non-no專屬模特兒出場）、堀未央奈、松村沙友理[546][547]
  - Tokyo Virtual Runway Live by GirlsAward vol.1（2020年6月27日，ABEMA獨佔直播）－齋藤飛鳥、堀未央奈、佐藤楓、山下美月、與田祐希[548]

- 東京女孩展演
  - 第21回 東京女孩展演2015 AUTUMN/WINTER（2015年9月27日，國立代代木競技場）[549]
  - TGC KITAKYUSHU 2016（2016年10月29日，西日本綜合展示場新館）[550]
  - 第24回 東京女孩展演2017 SPRING/SUMMER（2017年3月25日，國立代代木競技場）－衛藤美彩、北野日奈子、齋藤飛鳥、櫻井玲香、西野七瀨、白石麻衣、星野南、堀未央奈、松村沙友理、若月佑美[551]
  - 第30回 東京女孩展演2020 SPRING/SUMMER（2020年2月29日，國立代代木競技場）－白石麻衣、齋藤飛鳥、金川紗耶、遠藤櫻、久保史緒里、堀未央奈、樋口日奈、新內真衣、松村沙友理、山下美月、與田祐希[552]
  - 第31回 東京女孩展演2020 AUTUMN/WINTER ONLINE（2020年2月29日，埼玉超級競技場）－白石麻衣、齋藤飛鳥、松村沙友理、堀未央奈、山下美月、梅澤美波、遠藤櫻[553]
  - 第32回 東京女孩展演2021 SPRING/SUMMER ONLINE（2021年2月28日，國立代代木競技場）－齋藤飛鳥、松村沙友理、山下美月、梅澤美波、遠藤櫻[554]
  - 第34回 東京女孩展演2022 SPRING/SUMMER（2022年3月21日，國立代代木競技場）－齋藤飛鳥、梅澤美波、久保史緒里、山下美月、與田祐希、遠藤櫻、筒井彩萌[555]
- AKB48 重溫時間 最佳曲目
  - AKB48 重溫時間 最佳曲目100 2012（2012年1月19日，TOKYO DOME CITY HALL）[556]
  - AKB48 重溫時間 最佳曲目1035 2015（2015年1月21日－25日，TOKYO DOME CITY HALL）－生駒里奈、松井玲奈[557]
- 日本職業足球聯賽 體育演唱會
  - J1聯賽戰第3節 名古屋鯨魚 v.s 新潟天鵝（2012年3月25日，名古屋市瑞穗公園陸上競技場）[558]
  - J1聯賽戰第6節 清水心跳 v.s 磐田喜悅（2012年4月14日，IAI日本平體育場）[559]
  - J1聯賽戰第7節 RB大宮松鼠 v.s 浦和紅鑽（2012年4月21日，埼玉市大宮公園足球場）[560]
  - J1聯賽戰第16節 仙台維加泰 v.s 廣島三箭 （2012年6月30日，Yurtec仙台體育場）[561]
- 山田電機 家電展2012暨大清倉跳蚤市場in橫濱太平洋會議中心（2012年5月5日，橫濱國際平和會議場）[562]
- 指原莉乃製作「第一屆小指祭～偶像臨時總會～」（2012年6月25日，日本武道館）[563]
- 日刊體育主辦 東日本大震災復興慈善活動 2012神宮外苑煙火大會（2012年8月10日，明治神宮棒球場）[564][565]
- sukapa–！獎項2012（2012年9月27日，東京巨蛋城）－主持人及表演者[566][567]
- 第23回 信濃之國 樂市樂座 〜與家人一起享受的秋天〜（2012年10月21日，長野縣松本平廣域公園）－信越放送的《夢電視!2012》內的直播[568][569][570][571]
- 第46屆 佛教大學 校園祭 鷹陵祭（2012年11月2日，佛教大學紫野校園鷹陵館2樓主廳）[572][573]
- 第35屆 關西大學統一學園祭 關謝祭（2012年11月3日，關西大學千里山校區中央體育館）[574]
- RSK山陽放送 第60屆感謝祭到了！全員集合！！（2012年11月10日，岡山縣綜合展覽場康貝克斯岡山 大展覽場特設舞台）[575][576]
- WTCC世界房車錦標賽（2012年11月15日－18日，澳門格蘭披治大賽車）－乃木坂46 with cipher Racing Team（駕駛員：凱·科佐里諾）作為國際汽車聯盟的應援隊，出現在世界旅遊車錦標賽（WTCC）官方網站視頻的開頭。[577][578][579][580][581]
- 御台場合眾國 presents 『閃亮閃亮WINTER LAND』（2012年12月20日，富士電視台總公司戶外）[582]
- FamilyMart presents MUSIC FOR ALL, ALL FOR ONE（2012年12月22日，國立代代木競技場，主辦：RecoChoku）[583]
- 茨城縣立小川高等學校畢業典禮（2013年3月1日，茨城縣立小川高等學校）[584]
- 春天的PON!祭典（2013年3月27日，日本電視台 B2F日テレ廣場 特設舞台）[585]
- ZIP!春季音樂祭
  - ZIP!春季音樂祭（2013年3月28日，東京巨蛋城大廳）[586][587]
  - ZIP!春季音樂祭（2014年3月26日，東京巨蛋城大廳）[588][589]
  - ZIP!春季音樂祭2016（2016年3月31日，東京巨蛋城大廳）[590]
  - ZIP!春季音樂祭2018（2018年3月29日，東京巨蛋城大廳）[591]
  - ZIP!春季音樂祭2019（2019年3月28日，TOKYO DOME CITY HALL）[592]
- KANAZAWA GIRLS FESTIVAL 2013（2013年3月30日，石川綜合運動中心  主場館）[593]
- 青澤長岡1周年生日祭（2013年4月6日，長岡市市政廳廣場青澤長岡）－新潟綜合電視台的《微笑體育場NST 〜青澤勒長岡1周年誕生祭特別節目〜》以及《微笑體育場NST》內進行直播[594][595]
- 日本放送《Ojira公園 in 日比谷 2013 〜綠意、家庭與音樂〜》（2013年4月27日，日比谷野外音樂堂）[596][597]
- PEARL BOWL XXXVI（社會人美式足球東日本春季決賽）中場表演（2013年6月24日，東京巨蛋）－在《Girls' Rule》的表演場景中，與X聯盟啦啦隊合作進行表演[598][599]
- 開球儀式
  - 「東北樂天金鷲 vs. 北海道日本火腿鬥士」9回戰 （2013年7月9日，東京巨蛋）－白石麻衣[600][601][注 27]
  - 「東北樂天金鷲 vs.福岡軟銀鷹」21回戰（2013年9月17日，宮城球場）－櫻井玲香[602][注 27]
  - 「北海道日本火腿鬥士 v.s 千葉羅德海洋」8回戰（2025年5月30日，ES CON FIELD HOKKAIDO）－金川紗耶、小川彩、長嶋凜櫻[603]
- 秋田放送公開直播《音樂補充劑》特別節目（2013年7月13日，由利本莊市文化交流館 Kada-re）[604][605]
- 「海祭奧賀」舉辦紀念OGA歌謠祭（2013年7月14日，男鹿市船川港 特設舞台）－秋田電視台《海節慶典！ "ke"》內進行直播[606][607]
- SUMMER CONFERENCE 2013 in 橫濱國際平和會議場（2013年7月20日，橫濱國際平和會議場）－除了迷你演唱會，還參加了主要論壇等活動[608][609]
- 2013RAB祭典（2013年9月7日，青海公園 區域A主舞台）[610]
- 清水屋 Presents 氣志團萬博2013 〜房總爆音梁山泊〜（2013年9月14日，袖浦海濱公園）[611]
- 第6屆牛隻未來生態節（2013年10月20日，牛久運動公園）[612]
- 鬧鐘 LIVE ISLAND TOUR 2013 in 大阪（2013年10月21日，Zepp Namba Osaka）[613]
- AGESTOCK
  - AGESTOCK2013 in 早稻田祭 Age×乃木坂46（2013年11月2日，早稻田大學）[614]
  - AGESTOCK2014 in 早稻田祭（2014年11月1日，早稻田大學戶山校區紀念會堂；11月2日，早稻田大學早稻田校區15號館402教室）[615][616]
  - AGESTOCK2017（2017年11月19日，TOKYO DOME CITY HALL）－3期生[617]
  - AGESTOCK2019 （2019年11月16日，TOKYO DOME CITY HALL）－4期生[618]
- 搖滾學園2013（2013年11月3日，東京工藝大學）[619]
- MUSIC FOR ALL, ALL FOR ONE 2013（2013年12月22日，國立代代木競技場）[620]
- 感謝東北祭（2014年4月2日，宮城球場）－伊藤萬理華、齋藤飛鳥、齋藤優里、衛藤美彩[621][622]
- 辦公室男鬥呼塾娛樂呈現 氣志團現象2014『極東搖滾高中 第二章』（2014年4月15日，Zepp）－#34 乃木坂46 vs 氣志團 〜學生服反抗同盟〜[623]
- bayfm公開直播「你的榆樹 presents with you SPRING FESTIVAL」（2014年4月29日，你的榆樹 八千代台店 4樓屋頂 特設舞台）[624]
- 你好！Popteen 夏季進擊祭2014（2014年8月3日，Zepp Tokyo）[625]
- MUSIC FOR ALL, ALL FOR ONE 2014（2014年12月20日－21日，國立代代木競技場）[626]
- 第60回 賞櫻會（2015年4月18日，新宿御苑）[627]
- 御台場大家的夢想大陸〜夢幻大夏祭〜（2015年8月13日，富士電視台總公司戶外）[628]
- 重生的七咖啡甜甜圈大試吃會（2016年1月18日，7-eleven）－秋元真夏、櫻井玲香、生駒里奈、白石麻衣、高山一實[629]
- GUM ROCK FES. IN 日本武道館（2016年1月25日，日本武道館）[630]
- COUNTDOWN TV SPECIAL FES（2016年3月11日，國立代代木競技場）[631]
- 乃木坂46 VR恐怖屋（2016年8月1日－31日，富士電視台總部大樓1樓多功能劇院）[632]
- 乃木坂46 見面會
  - 成員見面會（2011年9月25日，SME乃木坂大樓）[633]
  - 第一回乃木坂46見面會（2011年10月23日、24日，新木場STUDIO COAST、Zepp Tokyo）[634]
  - 乃木坂46 3期生「見面會」（2016年12月10日，日本武道館）[635]
  - 乃木坂46 4期生「見面會」（2018年12月3日，日本武道館）[636]
  - 乃木坂46 5期生「見面會」（2022年4月27日，東京國際論壇）[注 28][637]
- 御台場大家的夢想大陸2017〜夢幻大夏祭〜（2017年7月15日，富士電視台總公司戶外）[638]
- ZIP!夏祭（2017年8月4日，橫濱紅磚倉庫）[639]
- TOKYO IDOL FESTIVAL
  - TOKYO IDOL FESTIVAL 2017（2017年8月6日，東京御台場青海周邊區域）－3期生[640]
  - TOKYO IDOL FESTIVAL 2019（2019年8月2日，東京御台場青海周邊區域）－4期生[641]
  - TOKYO IDOL FESTIVAL 2020 線上（2020年10月4日，線上）－4期生[642]
  - TOKYO IDOL FESTIVAL 2021（2021年10月3日，東京御台場青海周邊區域）[643]
  - TOKYO IDOL FESTIVAL 2022（2022年8月7日，東京御台場青海周邊區域）－5期生[644]
  - TOKYO IDOL FESTIVAL 2024（2024年8月4日，東京御台場青海周邊區域）－4期生[645]
- 鬧鐘電視 PRESENTS T-SPOOK 〜TOKYO HALLOWEEN PARTY〜（2017年10月22日，東京御台場青海周邊區域）－3期生[646][647]
- C3 Anime Festival Asia Singapore（2017年11月24日，Suntec Convention Center Singapore）[648]
- C3AFA HONG KONG 2018 presents I LOVE ANISONG HONG KONG 2018  （2018年2月11日，AsiaWorld-Expo, Runway 11）[649]
- 「讀賣巨人vs.阪神虎」國歌合唱（2018年3月30日，東京巨蛋）－生田繪梨花、久保史緒里、櫻井玲香、白石麻衣、西野七瀨、山下美月[650]
- 富士電台開局30週年紀念LIVE「GIRLS POWER LIVE」（2018年5月23日，橫濱體育館）[651]
- 殘美 THE ROOM 最後的選擇（2019年7月31日－8月11日，澀谷HIKARIE）－鈴木絢音、寺田蘭世、堀未央奈 、渡辺米麗愛、伊藤理理杏、岩本蓮加、梅澤美波、久保史緒里、阪口珠美、佐藤楓、中村麗乃、山下美月、吉田綾乃克莉絲蒂、遠藤櫻、賀喜遙香、掛橋沙耶香、金川紗耶、北川悠理、柴田柚菜、清宮玲、田村真佑、筒井彩萌、早川聖來、矢久保美緒[652]
- ＠JAM EXPO 2019（2019年8月25日，橫濱體育館）－4期生[653]
- 乃木坂明星誕生!LIVE（2022年6月26日，皮亞競技場MM）－4期生[654]、前輩來賓：樋口日奈、伊藤理理杏、久保史緒里、阪口珠美、佐藤楓、吉田綾乃克莉絲蒂、與田祐希[655][注 29]
- 新·乃木坂明星誕生!LIVE（2022年12月5日－6日，皮亞競技場MM／12月18日，神戶世界紀念館）－5期生[658]
- ASIA EMOTIONAL MUSIC FES 2022（2022年12月20日，橫濱體育館）[659]
- BUZZ RHYTHM LIVE2023（2023年11月4日，橫濱體育館）[660]
- 超·乃木坂明星誕生！LIVE
  - 超·乃木坂明星誕生！LIVE（2023年12月16日－17日，國立代代木競技場）－5期生、梅澤美波、筒井彩萌、與田祐希[661][662]
  - 超·乃木坂明星誕生！LIVE（2024年11月3日－4日，橫濱體育館）－5期生[663][664]
- 紅鉛筆in 武道館（2024年2月10日，日本武道館）[665]
- Mrs. GREEN APPLE≪Mrs. TAIBAN LIVE 2024≫（2024年5月21日，橫濱體育館）[666]
- 名鐵×乃木坂46「THE NOGIZAKA46 TOWN produced by MEITETSU」（2024年8月5日－9月30日，名古屋鐵道）[667][668]
  - 車內以及名鐵名古屋站・大曽根站的廣播－佐藤楓、遠藤櫻、筒井彩萌、岡本姫奈[667][668]
- 乃木坂46 大感謝祭2024（2024年12月14日－15日，幕張展覽館）－15日為「向井葉月畢業典禮」[669]
- CENTRAL MUSIC & ENTERTAINMENT FESTIVAL 2025（2025年4月4日，K-Arena橫濱）[670]
- 乃木坂46 初披露之會「初次見面 我們是6期生」（2025年4月6日，皮亞競技場MM）－6期生、梅澤美波、菅原咲月[671]
- #invoke:ilhSUPER LIVE 2025（2025年4月12日，皮亞競技場MM）[672]
- 「13th YEAR BIRTHDAY LIVE」開催記念!「京王電鐵x乃木坂46」合作（2025年5月2日－18日，京王電鐵）[673][674]
  - 井之頭線車內廣播－井上和、中西阿爾諾
  - 車站內部通知廣播－井上和（新宿站）、賀喜遙香（調布站）、遠藤櫻（高幡不動站）、中西阿爾諾（澀谷站）、梅澤美波（吉祥寺站）
- #invoke:ilh（2025年8月7日，Zepp）－應援大使：賀喜遙香、井上和[675][676]

## 其他類的廣告
- 《蜘蛛人：驚奇再起》世界首映會（2012年6月13日，Template:Lj）[677]
- 《乃木坂46 AR》發表會（2012年7月29日，乃木神社、索尼大樓）[678]
- 《飢餓遊戲》日本首映會（2012年9月20日，Template:Lj）－生駒里奈、生田繪梨花、櫻井玲香[679]
- 《全面攻佔：倒數救援》試映會、座談會（2013年6月5日）－生駒里奈、松村沙友理、若月佑美[680]
- 林野廳「木材利用點數」宣傳大使任命儀式（2017年7月1日，東京中城）[681]
- 柒和伊控股「Seven Mile Program」3D電子看板（2018年6月28日－7月1日，東京中城中庭）－與田祐希、大園桃子、山下美月、中村麗乃、伊藤理理杏、岩本蓮加、阪口珠美[682]